# خادمة العاصفة
خادمة العاصفة هو فيلم درامي أمريكي صامت عام 1918 من إخراج ريموند بي ويست وبطولة بيسي باريسكال وجورج فيشر وهيرشل مايال.   تدور أحداث الفيلم في اسكتلندا ولندن.

## الطاقم
- بيسي باريسكال في دور آرييل
- جورج فيشر في دور فرانكلين شيرلي
- هيرشل مايال في دور آبي سترومان
- جوزيف جيه داولينج في دور آندي ماكتافيش
- ميرا ديفيس في دور السيدة ماكتافيش
- نيك كوجلي في دور بيتر وينكنمولدر
- هوارد هيكمان في دور جول بيكاردو
- جاكوب أبرامز في دور جوزيه دودز
- إيدا لويس في دور سيرافينا دودز
- هيلين دنبار في دور السيدة ويلينجتون شاكلفورد
- لويس ويلسون في دور إيلين شاكلفورد
- بيترو بوزي في دور البروفيسور دوفال
- كليفورد ألكسندر في دور ريتشارد بوروز
- نونا توماس في دور الساحرة

## الحفظ
مع عدم وجود مطبوعات لفيلم Maid o' the Storm في أي أرشيف أفلام، فإنه يعتبر فيلمًا مفقودًا .  في أكتوبر من عام 2019، تم الاستشهاد بالفيلم من قبل المجلس الوطني لحفظ الأفلام في قائمة الأفلام الأمريكية الصامتة المفقودة. 

## فهرس
- بول سي سبير وجونار لوندكويست. موظفو الأفلام الأمريكية وائتمانات الشركات، 1908-1920 . ماكفارلاند، 1996.

## روابط خارجية
- خادمة العاصفة  في قاعدة بيانات الأفلام على الإنترنت (بالإنجليزية)